# Ескино (Сямженский район)
Ескино — деревня в Сямженском районе Вологодской области.
Входит в состав Коробицынского сельского поселения, с точки зрения административно-территориального деления — в Коробицинский сельсовет.
Расстояние по автодороге до районного центра Сямжи — 39,5 км, до центра муниципального образования Георгиевской — 11,5 км. Ближайшие населённые пункты — Коростелево, Шишаково, Борисовская.
По переписи 2002 года население — 18 человек.